# Division Centrale de la Ligue nationale
La division Centrale de la Ligue nationale est l'une des trois divisions de la Ligue nationale de baseball et l'une des six divisions de la Ligue majeure de baseball.
Elle regroupe 5 équipes situées dans le Midwest des États-Unis et la région des Grands Lacs. 
Elle est créée en 1994 en même temps que la division Centrale de la Ligue américaine, lorsque le baseball majeur, qui vient d'ajouter deux équipes en 1993 et en attend deux autres pour 1998, fait passer son nombre de divisions de 4 à 6 afin de mieux répartir les équipes selon leur situation géographique. 
La division Centrale de la Ligue nationale comptait au départ 5 équipes de 1994 à 1997, avant d'en héberger 6 lors du passage des Brewers de Milwaukee de la Ligue américaine à la Ligue nationale en 1998. Après 15 saisons jouées à 6 clubs, le transfert des Astros de Houston, membre original de la division Centrale, à la Ligue américaine ramène le nombre de clubs à 5 à partir de la saison 2013. 
Les champions en titre actuels de la division Centrale de la Ligue nationale sont les Brewers de Milwaukee, qui ont terminé au premier rang lors de la saison 2024.

## Équipes

### Équipes actuelles
- Brewers de Milwaukee : depuis 1998, après avoir fait partie de la division Ouest de la Ligue américaine en 1970 et 1971, de la division Est de la Ligue américaine de 1972 à 1993, et de la division Centrale de la Ligue américaine de 1994 à 1997[2].
- Cardinals de Saint-Louis : depuis 1994, après avoir fait partie de la division Est de la Ligue nationale de 1969 à 1993.
- Cubs de Chicago : depuis 1994, après avoir fait partie de la division Est de la Ligue nationale de 1969 à 1993.
- Pirates de Pittsburgh : depuis 1994, après avoir fait partie de la division Est de la Ligue nationale de 1969 à 1993.
- Reds de Cincinnati : depuis 1994, après avoir fait partie de la division Ouest de la Ligue nationale de 1969 à 1993.

### Ancienne équipe
- Astros de Houston : ancien club de la division Ouest de la Ligue nationale (1969-1993)[3] qui joue dans la division Centrale de la division Centrale de la Ligue nationale de 1994 à 2012, avant d'être transféré en 2013[1] dans la division Ouest de la Ligue américaine[4].

## Champions de division par année
La liste des champions de la division Centrale de la Ligue nationale :
| Saison | Franchise                                                                                                 | Bilan | % | Résultats en playoffs                                                                                     |
| ------ | --- | --- | --- | --- |
| 1994   | Aucun champion officiel à cause de la grève des joueurs. Les Reds de Cincinnati (66-48) étaient premiers. | Aucun champion officiel à cause de la grève des joueurs. Les Reds de Cincinnati (66-48) étaient premiers. | Aucun champion officiel à cause de la grève des joueurs. Les Reds de Cincinnati (66-48) étaient premiers. | Aucun champion officiel à cause de la grève des joueurs. Les Reds de Cincinnati (66-48) étaient premiers. |
| 1995   | Reds de Cincinnati                                                                                        | 85-59 | .590 | Victoire - NLDS (Dodgers) 3-0 Défaite - NLCS (Braves) 4-0                                                 |
| 1996   | Cardinals de Saint-Louis                                                                                  | 88-74 | .543 | Victoire - NLDS (Padres) 3-0 Défaite - NLCS (Braves) 4-3                                                  |
| 1997   | Astros de Houston                                                                                         | 84-78 | .519 | Défaite - NLDS (Braves) 3-0                                                                               |
| 1998   | Astros de Houston                                                                                         | 102-60 | .630 | Défaite - NLDS (Padres) 3-1                                                                               |
| 1999   | Astros de Houston                                                                                         | 97-65 | .599 | Défaite - NLDS (Braves) 3-1                                                                               |
| 2000   | Cardinals de Saint-Louis                                                                                  | 95-67 | .586 | Victoire - NLDS (Braves) 3-0 Défaite - NLCS (Mets) 4-1                                                    |
| 2001   | Astros de Houston (4)                                                                                     | 93-69 | .574 | Défaite - NLDS (Braves) 3-0                                                                               |
| 2002   | Cardinals de Saint-Louis                                                                                  | 97-65 | .599 | Victoire - NLDS (Diamondbacks) 3-0 Défaite - NLCS (Giants) 4-1                                            |
| 2003   | Cubs de Chicago                                                                                           | 88-74 | .543 | Victoire - NLDS (Braves) 3-2 Défaite - NLCS (Marlins) 4-3                                                 |
| 2004   | Cardinals de Saint-Louis                                                                                  | 105-57 | .648 | Victoire - NLDS (Dodgers) 4-1 Victoire - NLCS (Astros) 4-3 Défaite - World Series (Red Sox) 4-0           |
| 2005   | Cardinals de Saint-Louis                                                                                  | 100-62 | .617 | Victoire - NLDS (Padres) 3-0 Défaite - NLCS (Astros) 4-2                                                  |
| 2006   | Cardinals de Saint-Louis                                                                                  | 83-78 | .516 | Victoire - NLDS (Padres) 3-1 Victoire - NLCS (Mets) 4-3 Victoire - World Series (Tigers) 4-1              |
| 2007   | Cubs de Chicago                                                                                           | 85-77 | .525 | Défaite - NLDS (Diamondbacks) 3-0                                                                         |
| 2008   | Cubs de Chicago                                                                                           | 97-64 | .602 | Défaite - NLDS (Dodgers) 3-0                                                                              |
| 2009   | Cardinals de Saint-Louis                                                                                  | 91-71 | .562 | Défaite - NLDS (Dodgers) 3-0                                                                              |
| 2010   | Reds de Cincinnati                                                                                        | 91-71 | .562 | Défaite - NLDS (Phillies) 3-0                                                                             |
| 2011   | Brewers de Milwaukee                                                                                      | 96-66 | .593 | Victoire - NLDS (Diamondbacks) 3-2 Défaite - NLCS (Cardinals) 4-2                                         |
| 2012   | Reds de Cincinnati (3)                                                                                    | 97-65 | .599 | Défaite - NLDS (Giants) 3-2                                                                               |
| 2013   | Cardinals de Saint-Louis                                                                                  | 97-65 | .599 | Victoire - NLDS (Pirates) 3-2 Victoire - NLCS (Dodgers) 4-2 Défaite - World Series (Red Sox) 4-2          |
| 2014   | Cardinals de Saint-Louis                                                                                  | 90-72 | .556 | Victoire - NLDS (Dodgers) 3-1 Défaite - NLCS (Giants) 4-1                                                 |
| 2015   | Cardinals de Saint-Louis                                                                                  | 100-62 | .617 | Défaite - NLDS (Cubs) 4-1                                                                                 |
| 2016   | Cubs de Chicago                                                                                           | 103-58 | .640 | Victoire - NLDS (Giants) 3-1 Victoire - NLCS (Dodgers) 4-2 Victoire - World Series (Indians) 4-3          |
| 2017   | Cubs de Chicago                                                                                           | 92-70 | .568 | Victoire - NLDS (Nationals) 3-2 Défaite - NLCS (Dodgers) 4-1                                              |
| 2018   | Brewers de Milwaukee                                                                                      | 96-67 | .589 | Victoire - NLDS (Rockies) 3-0 Défaite - NLCS (Dodgers) 4-3                                                |
| 2019   | Cardinals de Saint-Louis                                                                                  | 91-71 | .562 | Victoire - NLDS (Braves) 3-2 Défaite - NLCS (Nationals) 4-0                                               |
| 2020   | Cubs de Chicago (6)                                                                                       | 34-26 | .567 | Défaite - NLWC (Marlins) 2-0                                                                              |
| 2021   | Brewers de Milwaukee                                                                                      | 95-67 | .586 | Défaite - NLDS (Braves) 3-1                                                                               |
| 2022   | Cardinals de Saint-Louis (12)                                                                             | 93-69 | .574 | Défaite - NLWC (Phillies) 2-0                                                                             |
| 2023   | Brewers de Milwaukee                                                                                      | 92-70 | .568 | Défaite - NLWC (Diamondbacks) 2-0                                                                         |
| 2024   | Brewers de Milwaukee (5)                                                                                  | 93-69 | .574 | Défaite - NLWC (Mets) 2-0                                                                                 |

## Qualifiés en Wild Card
Depuis 1995, un club ne terminant pas au premier rang de sa division peut se qualifier pour les séries éliminatoires comme meilleur deuxième s'il a la meilleure fiche victoires-défaites des équipes de deuxièmes places de sa ligue (divisions Est, Centrale et Ouest). Dans chaque ligue depuis la saison 2012, les deux clubs avec la meilleure fiche parmi ceux ne terminant pas en première place de leur division sont qualifiés en éliminatoires. Depuis la saison 2022, les séries éliminatoires sont étendues à trois wild card par ligue au lieu de deux.
| Saison | Franchise                | Bilan | %    | GB   | Résultats en playoffs                                                                               |
| ------ | ------------------------ | ----- | ---- | ---- | --------------------------------------------------------------------------------------------------- |
| 1998   | Cubs de Chicago          | 90-73 | .552 | 12.5 | Défaite - NLDS (Braves) 3-0                                                                         |
| 2001   | Cardinals de Saint-Louis | 93-69 | .574 | 0    | Défaite - NLDS (Diamondbacks) 3-2                                                                   |
| 2004   | Astros de Houston        | 92-70 | .568 | 13   | Victoire - NLDS (Braves) 3-2 Défaite - NLCS (Cardinals) 4-3                                         |
| 2005   | Astros de Houston        | 89-73 | .549 | 11   | Victoire - NLDS (Braves) 3-2 Victoire - NLCS (Cardinals) 4-2 Défaite - World Series (White Sox) 4-0 |
| 2008   | Brewers de Milwaukee     | 90-72 | .556 | 7.5  | Victoire - NLDS (Phillies) 3-1                                                                      |
| 2011   | Cardinals de Saint-Louis | 90-72 | .556 | 6    | Victoire - NLDS (Phillies) 3-2 Victoire - NLCS (Brewers) 4-2 Victoire - World Series (Rangers) 4-3  |
| 2012   | Cardinals de Saint-Louis | 88-74 | .543 | 9    | Victoire - NLWC (Braves) Victoire - NLDS (Nationals) 3-2 Défaite - NLCS (Giants) 4-3                |
| 2013   | Pirates de Pittsburgh    | 94-68 | .580 | 3    | Victoire - NLWC (Reds) Défaite - NLDS (Cardinals) 3-2                                               |
| 2013   | Reds de Cincinnati       | 90-72 | .556 | 7    | Défaite - NLWC (Pirates)                                                                            |
| 2014   | Pirates de Pittsburgh    | 88-74 | .543 | 2    | Défaite - NLWC (Giants)                                                                             |
| 2015   | Pirates de Pittsburgh    | 98-64 | .605 | 2    | Défaite - NLWC (Cubs)                                                                               |
| 2015   | Cubs de Chicago          | 97-65 | .599 | 3    | Victoire - NLWC (Pirates) Victoire - NLDS (Cardinals) 3-1 Défaite - NLCS (Mets) 4-0                 |
| 2018   | Cubs de Chicago          | 95-68 | .583 | 1    | Défaite - NLWC (Rockies)                                                                            |
| 2019   | Brewers de Milwaukee     | 89-73 | .549 | 2    | Défaite - NLWC (Nationals)                                                                          |
| 2020   | Cardinals de Saint-Louis | 30-28 | .517 | 3    | Défaite - NLWC (Padres) 2-1                                                                         |
| 2020   | Reds de Cincinnati       | 31-29 | .517 | 3    | Défaite - NLWC (Braves) 2-0                                                                         |
| 2020   | Brewers de Milwaukee     | 29-31 | .483 | 5    | Défaite - NLWC (Dodgers) 2-0                                                                        |
| 2021   | Cardinals de Saint-Louis | 90-72 | .556 | 5    | Défaite - NLWC (Dodgers)                                                                            |

## Résultats par équipes
Tableau mis à jour après la saison 2023.
| Franchise                | Titres | Dernier titre | Années                                                                 | Wild Card |
| ------------------------ | ------ | ------------- | ---------------------------------------------------------------------- | --------- |
| Cardinals de Saint-Louis | 12     | 2022          | 1996, 2000, 2002, 2004, 2005, 2006, 2009, 2013, 2014, 2015, 2019, 2022 | 5         |
| Cubs de Chicago          | 6      | 2020          | 2003, 2007, 2008, 2016, 2017, 2020                                     | 2         |
| Brewers de Milwaukee     | 5      | 2024          | 2011, 2018, 2021, 2023, 2024                                           | 3         |
| Astros de Houston        | 4      | 2001          | 1997, 1998, 1999, 2001                                                 | 2         |
| Reds de Cincinnati       | 3      | 2012          | 1995, 2010, 2012                                                       | 2         |
| Pirates de Pittsburgh    | 0      | —             |                                                                        | 3         |

- en italique : Ancien membres de la divsion

## Résultats saison par saison
Légende :
- Vainqueur des World Series
- Finaliste des World Series
- Qualifié pour les séries éliminatoires
- (x) : Classement (seed) dans la conférence en fin de saison régulière

| Saison | Bilan des équipes        | Bilan des équipes       | Bilan des équipes      | Bilan des équipes     | Bilan des équipes   | Bilan des équipes   |
| --- | ------------------------ | ----------------------- | ---------------------- | --------------------- | ------------------- | ------------------- |
| Saison | 1er                      | 2e                      | 3e                     | 4e                    | 5e                  | 6e                  |
| 1994 : La division NL Central est formée avec cinq équipes. Les Cubs de Chicago, les Pirates de Pittsburgh et les Cardinals de Saint-Louis arrivent de la division NL East. Les Reds de Cincinnati et les Astros de Houston arrivent de la division NL West. En raison de la grève des joueurs, la saison est annulée. Les séries éliminatoires ainsi que les séries mondiales sont annulées. |                          |                         |                        |                       |                     |                     |
| 1994 | Cincinnati (66-48)       | Houston (66-49)         | Pittsburgh (53-61)     | Saint-Louis (53-61)   | Chi Cubs (49-64)    |                     |
| 1995 | (2) Cincinnati (85-59)   | Houston (76-68)         | Chi Cubs (73-71)       | Saint-Louis (62-81)   | Pittsburgh (58-86)  |                     |
| 1996 | (1) Saint-Louis (88-74)  | Houston (82-80)         | Cincinnati (81-81)     | Chi Cubs (76-86)      | Pittsburgh (73-89)  |                     |
| 1997 | (1) Houston (84-78)      | Pittsburgh (79-83)      | Cincinnati (76-86)     | Saint-Louis (73-89)   | Chi Cubs (68-94)    |                     |
| 1998 : Les Brewers de Milwaukee arrivent de la division AL Central. |                          |                         |                        |                       |                     |                     |
| 1998 | (2) Houston (102-60)     | (4) Chi Cubs (90-73)    | Saint-Louis (83-79)    | Cincinnati (77-85)    | Milwaukee (74-88)   | Pittsburgh (69-93)  |
| 1999 | (3) Houston (97-65)      | Cincinnati (96-67)      | Pittsburgh (78-83)     | Saint-Louis (75-86)   | Milwaukee (74-87)   | Chi Cubs (67-95)    |
| 2000 | (2) Saint-Louis (95-67)  | Cincinnati (85-77)      | Milwaukee (73-89)      | Houston (72-90)       | Pittsburgh (69-93)  | Chi Cubs (65-97)    |
| 2001 | (1) Houston (93-69)      | (4) Saint-Louis (93-69) | Chi Cubs (88-74)       | Milwaukee (68-94)     | Cincinnati (66-96)  | Pittsburgh (62-100) |
| 2002 | (3) Saint-Louis (97-65)  | Houston (84-78)         | Cincinnati (78-84)     | Pittsburgh (72-89)    | Chi Cubs (67-95)    | Milwaukee (56-106)  |
| 2003 | (3) Chi Cubs (88-74)     | Houston (87-75)         | Saint-Louis (85-77)    | Pittsburgh (75-87)    | Cincinnati (69-93)  | Milwaukee (68-94)   |
| 2004 | (1) Saint-Louis (105-57) | (4) Houston (92-70)     | Chi Cubs (89-73)       | Cincinnati (76-86)    | Pittsburgh (72-89)  | Milwaukee (67-94)   |
| 2005 | (1) Saint-Louis (100-62) | (4) Houston (89-73)     | Milwaukee (81-81)      | Chi Cubs (79-83)      | Cincinnati (73-89)  | Pittsburgh (67-95)  |
| 2006 | (3) Saint-Louis (83-78)  | Houston (82-80)         | Cincinnati (80-82)     | Milwaukee (75-87)     | Pittsburgh (67-95)  | Chi Cubs (66-96)    |
| 2007 | (3) Chi Cubs (85-77)     | Milwaukee (83-79)       | Saint-Louis (78-84)    | Houston (73-89)       | Cincinnati (72-90)  | Pittsburgh (68-94)  |
| 2008 | (1) Chi Cubs (97-64)     | (4) Milwaukee (90-72)   | Houston (86-75)        | Saint-Louis (86-76)   | Cincinnati (74-88)  | Pittsburgh (67-95)  |
| 2009 | (3) Saint-Louis (91-71)  | Chi Cubs (83-78)        | Milwaukee (80-82)      | Cincinnati (78-84)    | Houston (74-88)     | Pittsburgh (62-99)  |
| 2010 | (3) Cincinnati (91-71)   | Saint-Louis (86-76)     | Milwaukee (77-85)      | Houston (76-86)       | Chi Cubs (75-87)    | Pittsburgh (57-105) |
| 2011 | (2) Milwaukee (86-66)    | (4) Saint-Louis (90-72) | Cincinnati (79-83)     | Pittsburgh (72-90)    | Chi Cubs (71-91)    | Houston (56-106)    |
| 2012 | (2) Cincinnati (97-65)   | (5) Saint-Louis (88-74) | Milwaukee (83-79)      | Pittsburgh (79-83)    | Chi Cubs (61-101)   | Houston (55-107)    |
| 2013 : Les Astros de Houston rejoignent la division AL West. |                          |                         |                        |                       |                     |                     |
| 2013 | (1) Saint-Louis (97-65)  | (4) Pittsburgh (94-68)  | (5) Cincinnati (90-72) | Milwaukee (74-88)     | Chi Cubs (66-96)    |                     |
| 2014 | (3) Saint-Louis (90-72)  | (4) Pittsburgh (88-74)  | Milwaukee (82-80)      | Cincinnati (76-86)    | Chi Cubs (73-89)    |                     |
| 2015 | (1) Saint-Louis (100-62) | (4) Pittsburgh (98-64)  | (5) Chi Cubs (97-65)   | Milwaukee (68-94)     | Cincinnati (64-98)  |                     |
| 2016 | (1) Chi Cubs (103-58)    | Saint-Louis (86-76)     | Pittsburgh (78-83)     | Milwaukee (73-89)     | Cincinnati (68-94)  |                     |
| 2017 | (3) Chi Cubs (92-70)     | Milwaukee (86-76)       | Saint-Louis (83-79)    | Pittsburgh (75-87)    | Cincinnati (68-94)  |                     |
| 2018 | (1) Milwaukee (96-67)    | (4) Chi Cubs (95-68)    | Saint-Louis (88-74)    | Pittsburgh (82-79)    | Cincinnati (67-95)  |                     |
| 2019 | (3) Saint-Louis (91-71)  | (5) Milwaukee (89-73)   | Chi Cubs (84-78)       | Cincinnati (75-87)    | Pittsburgh (69-93)  |                     |
| 2020 : En raison de la pandémie de COVID-19, la saison a été raccourcie à 60 matchs. Les séries éliminatoires ont été étendues à huit équipes et les wild cards ont été joués au meilleur des trois matchs. |                          |                         |                        |                       |                     |                     |
| 2020 | (3) Chi Cubs (34-26)     | (5) Saint-Louis (30-28) | (7) Cincinnati (31-29) | (8) Milwaukee (29-31) | Pittsburgh (19-41)  |                     |
| 2021 | (2) Milwaukee (95-67)    | (5) Saint-Louis (90-72) | Cincinnati (83-79)     | Chi Cubs (71-91)      | Pittsburgh (61-101) |                     |
| 2022 | (3) Saint-Louis (93-69)  | Milwaukee (86-76)       | Chi Cubs (74-88)       | Pittsburgh (62-100)   | Cincinnati (62-100) |                     |
| 2023 | (3) Milwaukee (92-70)    | Chi Cubs (83-79)        | Cincinnati (82-80)     | Pittsburgh (76-86)    | Saint-Louis (71-91) |                     |
| 2024 | (3) Milwaukee (93-69)    | Saint-Louis (83-79)     | Chi Cubs (83-79)       | Cincinnati (77-85)    | Pittsburgh (76-86)  |                     |